# 鉴黄师
鉴黄师是中国大陆一种专门鉴定淫秽色情光碟的职业，隶属于公安机关。工作内容是将办案单位送来的淫秽光碟和视频一一审看，根据《国家新闻出版署关于认定淫秽及色情出版物的规定》，开具鉴定结论，不像一般人想像那样只简单看A片（色情片）。鉴黄师要24小时待命，接到领导电话就要立即赶到单位审片。长期不间断工作可能令人虚脱。

## 任职条件
鉴黄师的法源是公安部对《关于鉴定淫秽物品有关问题的请示》的批复规定，要求两位鉴黄师一同工作。
鉴黄工作对从业者有着严格的要求，最基本的条件是已婚。此外，鉴黄师要求由年纪稍大、品行端正、办事公正、坚持原则、政治觉悟高的优秀警察来担任，但男女不限。

## 成就
- 2012年4月，哈尔滨市警方发现“一品楼论坛”网站为色情网站，涉黄资料20多万份。鉴黄师刘春琪一直工作了20多天才将这批资料鉴定完，期间呕吐多次。[6]